# Luca Giordano

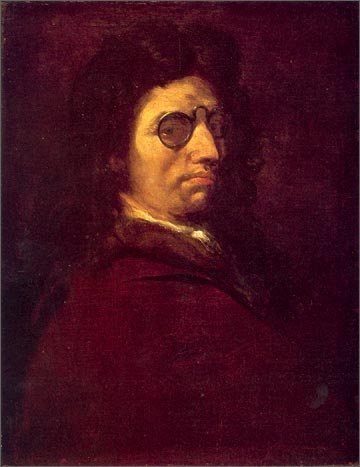
Luca Giordano: Selbstbildnis, etwa 1675-80 (?), Pio Monte della Misericordia, Neapel

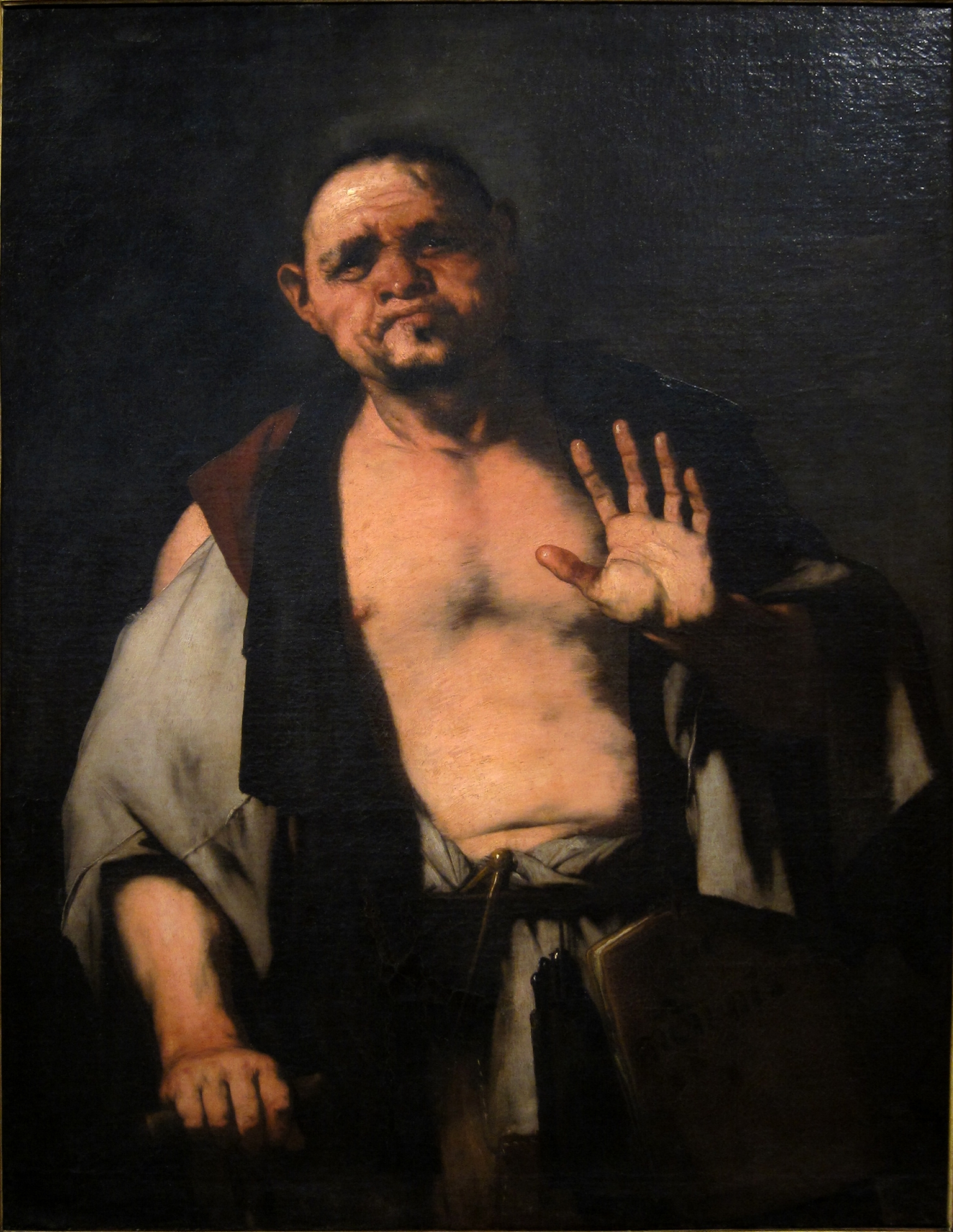
Krates von Theben (aus der „Philosophen-Serie“), um 1660, Palazzo Barberini, Rom

Luca Giordano (* 18. Oktober 1634 in Neapel; † 3. Januar 1705 ebenda), genannt Fa Presto, war ein italienischer Maler und Radierer des Barock, der vor allem für seine Freskenkunst berühmt ist.

## Leben
Er war der Sohn von Isabella Imparato und Antonio Giordano, einem Kunsthändler aus Apulien, der auch als Maler arbeitete. Seinen ersten Unterricht bekam Luca wahrscheinlich von seinem Vater, der den erst achtjährigen Luca in eins seiner eigenen Bilder in einer Seitenkapelle der Kirche Santa Maria la Nova zwei Putti malen ließ, die man noch heute sehen kann (De Dominici: Vite de’ pittori…, Bd. III, Neapel 1743, S. 394f). Laut einer anderen Anekdote soll Antonio seinem Sohn beim Malen immer zugerufen haben: „Luca, fa presto!“ („Luca, mach schnell!“) und ihm damit seinen Spitznamen verpasst haben. Nach anderen Quellen basiert der Name Fa Presto ganz einfach auf seiner ungewöhnlich schnellen Malweise und großen Produktivität, die so legendär waren, dass in der älteren Literatur behauptet wird, er habe „ein großes Altarblatt bei den Jesuiten zu Neapel (Franciscus Xaverius, die Japaner taufend)“ „innerhalb von 1 1/2 Tagen vollendet“. Außerdem habe man ihn auch als „Proteus der Maler“ bezeichnet, weil er „jeden Stil“ nachahmen konnte.
Allgemein wird angenommen, dass Giordano ein Schüler von Jusepe de Ribera war, zumal sein Vater ein Bekannter des spanischen Malers und 1616 einer von dessen Trauzeugen gewesen war. Ein Einfluss Riberas auf Luca Giordanos frühes Werk ist jedenfalls nicht zu verkennen, z. B. in seiner teilweise humorvollen Serie von Philosophen (in diversen Museen, siehe Abb. oben), und selbst noch in dem monumentalen Gemälde Der Erzengel Michael stürzt die abtrünnigen Engel, 1666, im Kunsthistorischen Museum, Wien.

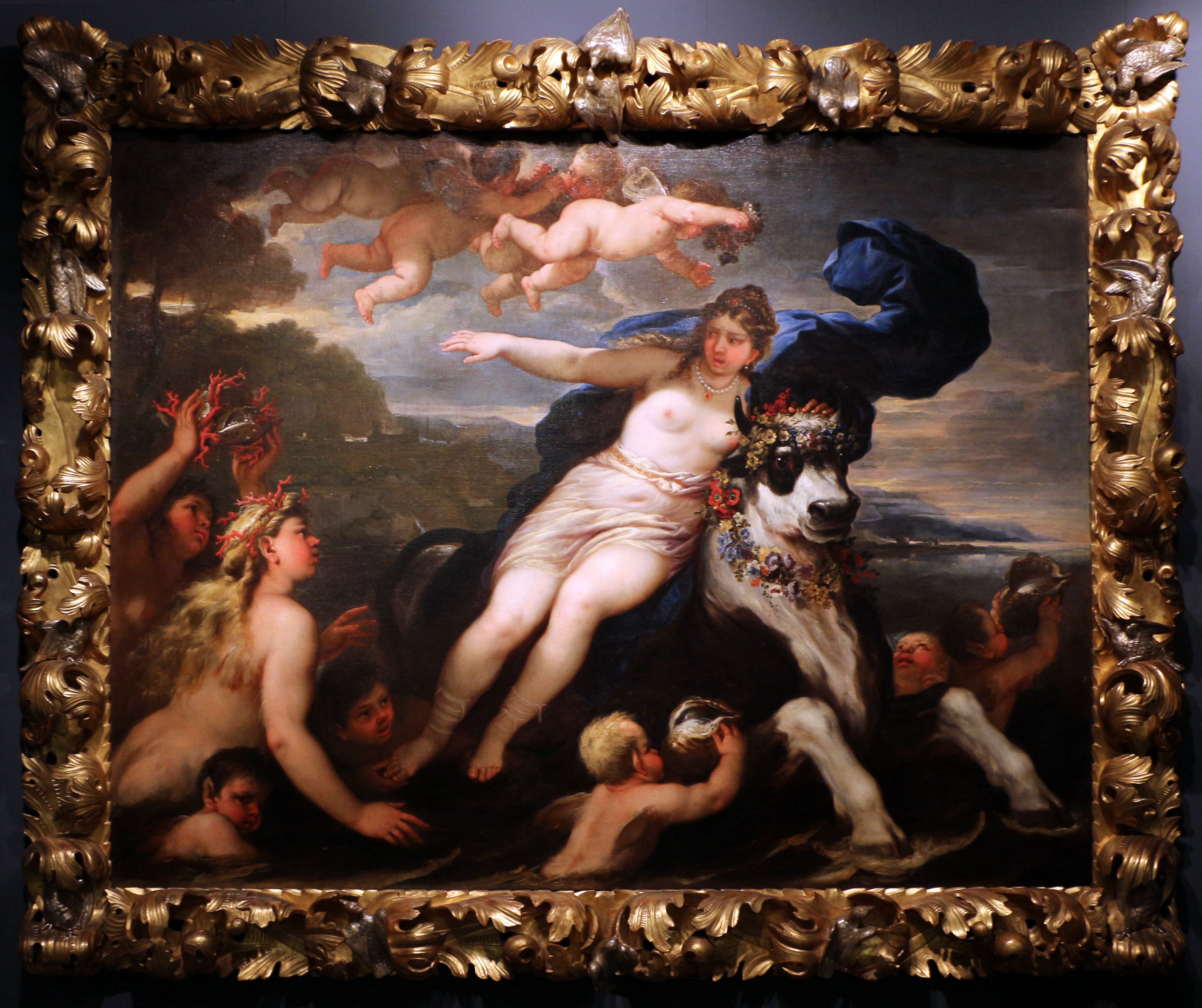
Raub der Europa, um 1670–80 (?), Privatsammlung

1652, im Todesjahr Riberas, ging Luca nach Rom, wo er anscheinend ein Schüler Pietros da Cortona wurde; in der Folge besuchte er auch zum ersten Mal Venedig. 1654 war er wieder zurück in Neapel, wo er seinen ersten öffentlichen Auftrag erhielt, zwei großformatige Bilder für den Chor in San Pietro ad Aram. 1657 schuf er zum ersten Mal ein Bild für den Vizekönig von Neapel García de Avellaneda, Graf von Castrillo: eine Rosenkranzmadonna, die sich heute im Museo di Capodimonte befindet.
1658 heiratete Luca in Neapel die noch sehr junge Angela Margherita Dardi, die seine Lebenspartnerin wurde und ihm viele Kinder schenkte (mindestens 10). Sie wohnten in den ersten zehn Jahren bis 1668 in der Via Trinità degli Spagnoli, danach in der Nähe von Sant’Anna di Palazzo und ab 1686 in der Via Nardone. Giordano sorgte dafür, dass alle seine Kinder eine vernünftige Ausbildung im Collegio della Solitaria erhielten, und gab seinen Töchtern auch eine angemessene Mitgift, damit sie sich gut verheiraten konnten.
Für den mächtigen Kardinal und Kunstsammler Ascanio Filomarino bemalte Luca 1660–61 die Flügel der 1652 gebauten Orgel im Dom zu Neapel mit einer Verkündigung Mariä und Stadtpatronen Neapels (Orgel nicht erhalten, Bilder heute im linken Querschiff). In den nächsten Jahren folgten zahlreiche Werke für den neuen Vizekönig Gaspar de Bracamonte, Graf von Peñaranda, unter anderem für die kleine Kirche Santa Maria del Pianto (Neapel) und für Santa Teresa a Chiaia (1664). Daneben schuf er auch viele Werke für Auftraggeber in Spanien.

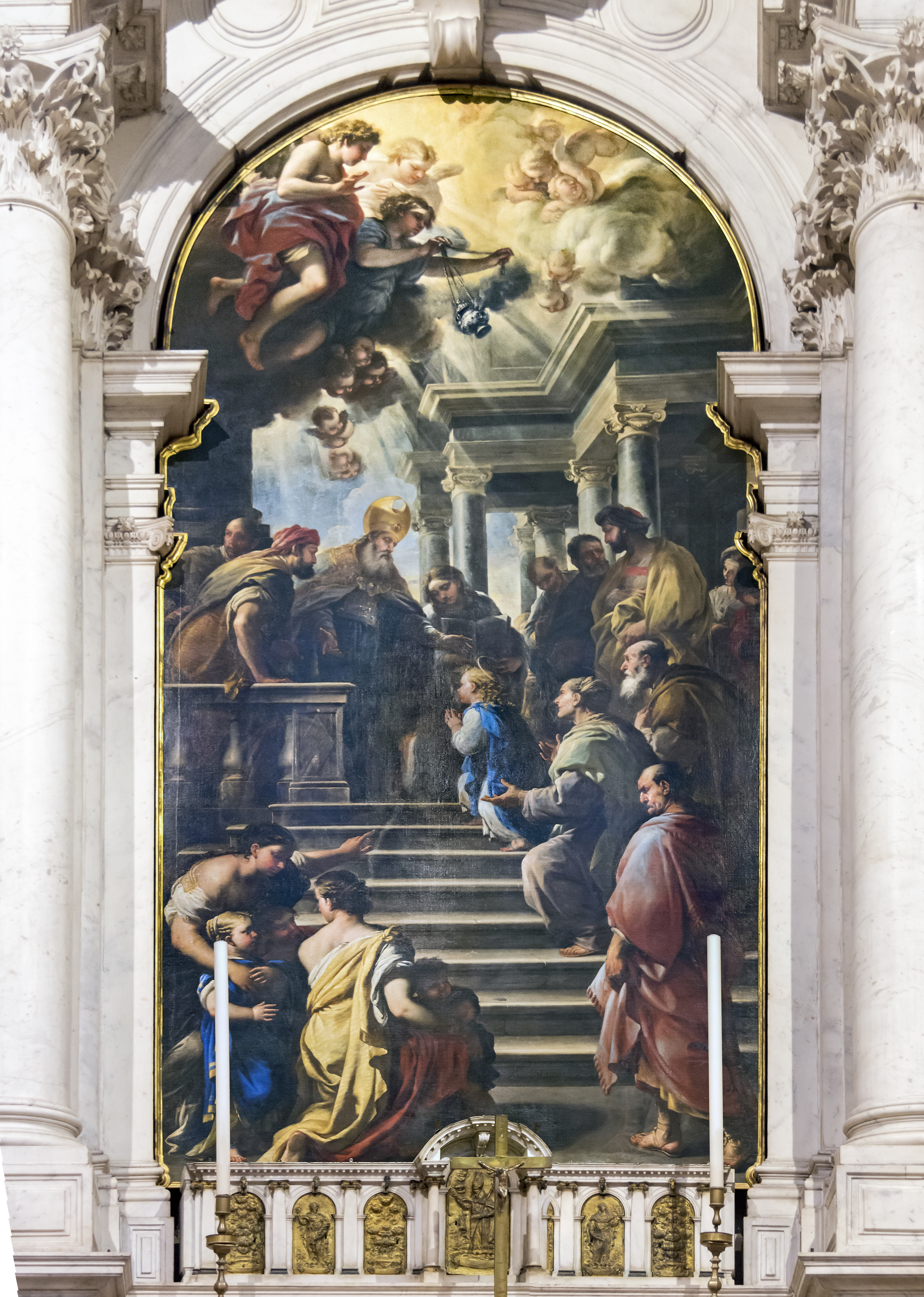
Darstellung Mariens im Tempel, Santa Maria della Salute, Venedig, 1674

Um 1665 reiste Giordano wieder nach Venedig, wo er vermutlich Werke der Maler Giovan Battista Langetti, Carl Loth oder Antonio Zanchi kennenlernte und unter anderem eine Gnadenmadonna mit den Seelen im Purgatorium für die Cappella Vendramin in San Pietro di Castello schuf. Nach einem „Zwischenaufenthalt“ in Neapel war er 1667 wieder in der Lagunenstadt und malte für Santa Maria della Salute eine Himmelfahrt Mariä, und später noch zwei weitere Gemälde: die Geburt Mariens und die Darstellung Mariens im Tempel (um 1674 ?; siehe Abb.).
Ein weiterer prestigereicher Auftrag war seine 1668 entstandene Dekoration der Neuen Sakristei der Cappella del Tesoro di San Gennaro im Dom von Neapel, mit dem Hauptbild Glorie des San Gennaro an der Decke und diversen kleineren Bildern mit Heiligen und anderen christlichen Szenen.
Neben vielen Aufträgen in den Kirchen Neapels entstanden in den 1670er Jahren verschiedenen Gemälde für Kirchen in Padua und Verona und 1677 in der Abtei Montecassino ein Freskenzyklus über das Leben des Hl. Benedikt, der 1943 den Zerstörungen durch die Bomben des Zweiten Weltkriegs zum Opfer fiel. Zu seinen Meisterwerken wird auch das Kuppelfresko in Santa Brigida in Neapel (1678) gezählt und ein weiterer Benediktszyklus in San Gregorio Armeno (Neapel), wo er überhaupt im Laufe seines Lebens fast die ganze Kirche mit insgesamt 52 Bildern dekorierte.
In den 1680er Jahren malte er mehrere bedeutende Werke für den Norden Italiens. Sein großes Bild Durchgang durch das Rote Meer (1681) für Santa Maria Maggiore in Bergamo wurde so sehr bewundert, dass die Auftraggeber ihm 100 Dukaten mehr bezahlten als vereinbart.

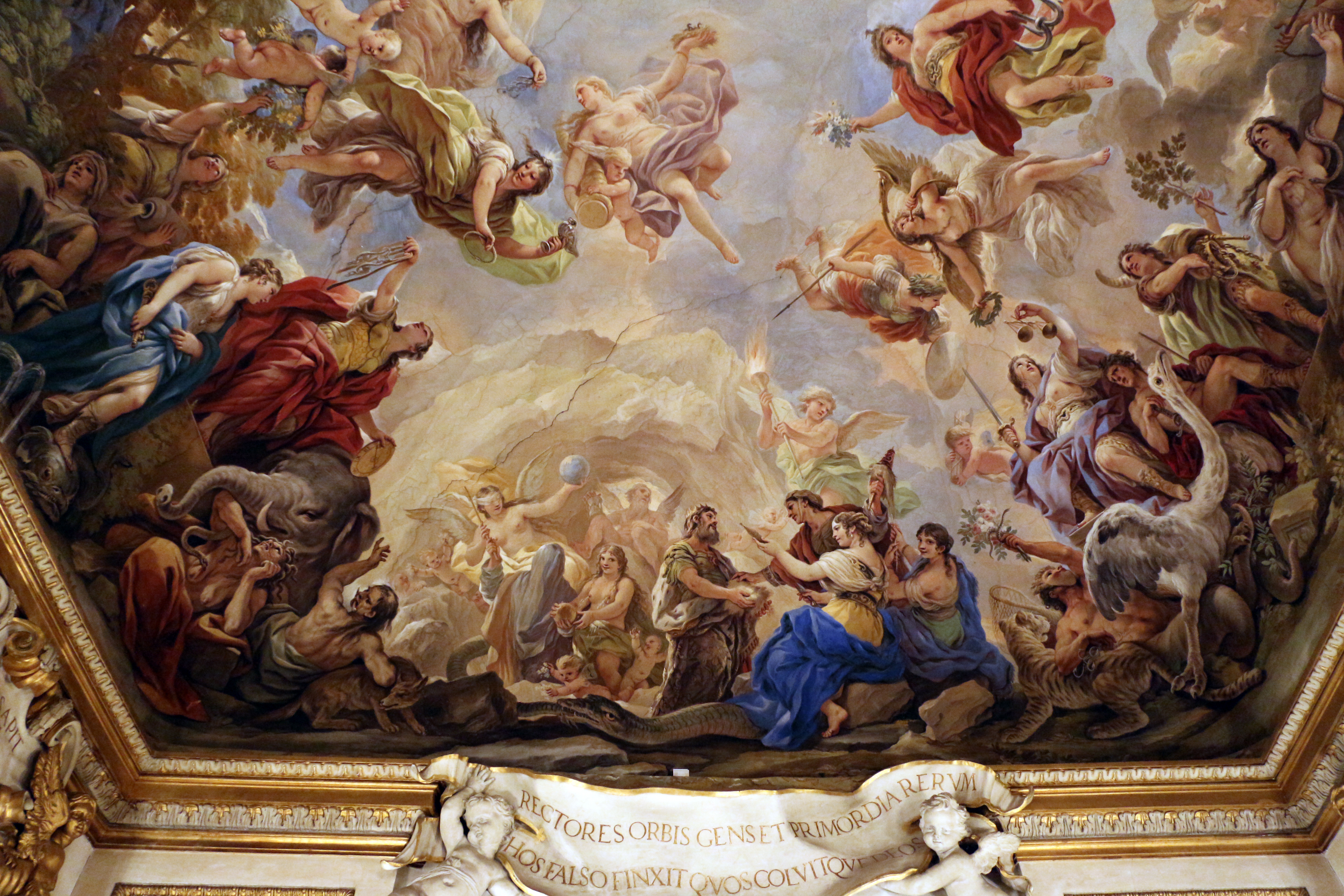
Die Ewigkeit und die Geburt des Menschen, Deckenfresko (Detail) der Galerie des Palazzo Medici-Riccardi, Florenz, 1682–85

In Florenz schuf er von Februar bis August 1682 die Kuppelfresken der Cappella Corsini in Santa Maria del Carmine und die Vision des Hl. Bernhard für die Kirche der Madonna della Pace. Das vielbewunderte Deckengemälde in der Galerie des Palazzo Medici-Riccardi (1682–85) folgt einem ikonografischen Programm von Alessandro Segnis und gehört ebenfalls zu Giordanos Meisterwerken. Daneben malte er diverse Bilder für die Familie Medici in den Appartements des Palazzo Pitti. Ende 1682 musste er relativ plötzlich von Florenz nach Neapel zurückkehren, weil er schlechte Nachrichten über die Gesundheit seines Vaters erhielt; dieser starb im November 1683.
Im gleichen Jahr folgte in Neapel das Fresko Vertreibung der Händler aus dem Tempel an der Innenfassade der Chiesa dei Girolamini. 1685 kehrte er nochmals nach Florenz zurück, um seine Fresken im Palazzo Medici-Riccardi zu beenden; auf der Durchreise machte er Halt in Rom, wo er eine Heilige Anna für Santa Maria in Campitelli ablieferte.
In dieser Zeit entstanden zahlreiche Werke in Neapel, von denen einige für immer verloren sind: darunter die alttestamentarischen Szenen der Cappella Merlino in Gesù Nuovo, die bereits 1688 durch ein Erdbeben ruiniert wurden, und die gesamte Dekoration in der Chiesa dell’Annunziata, die 1757 komplett abbrannte.

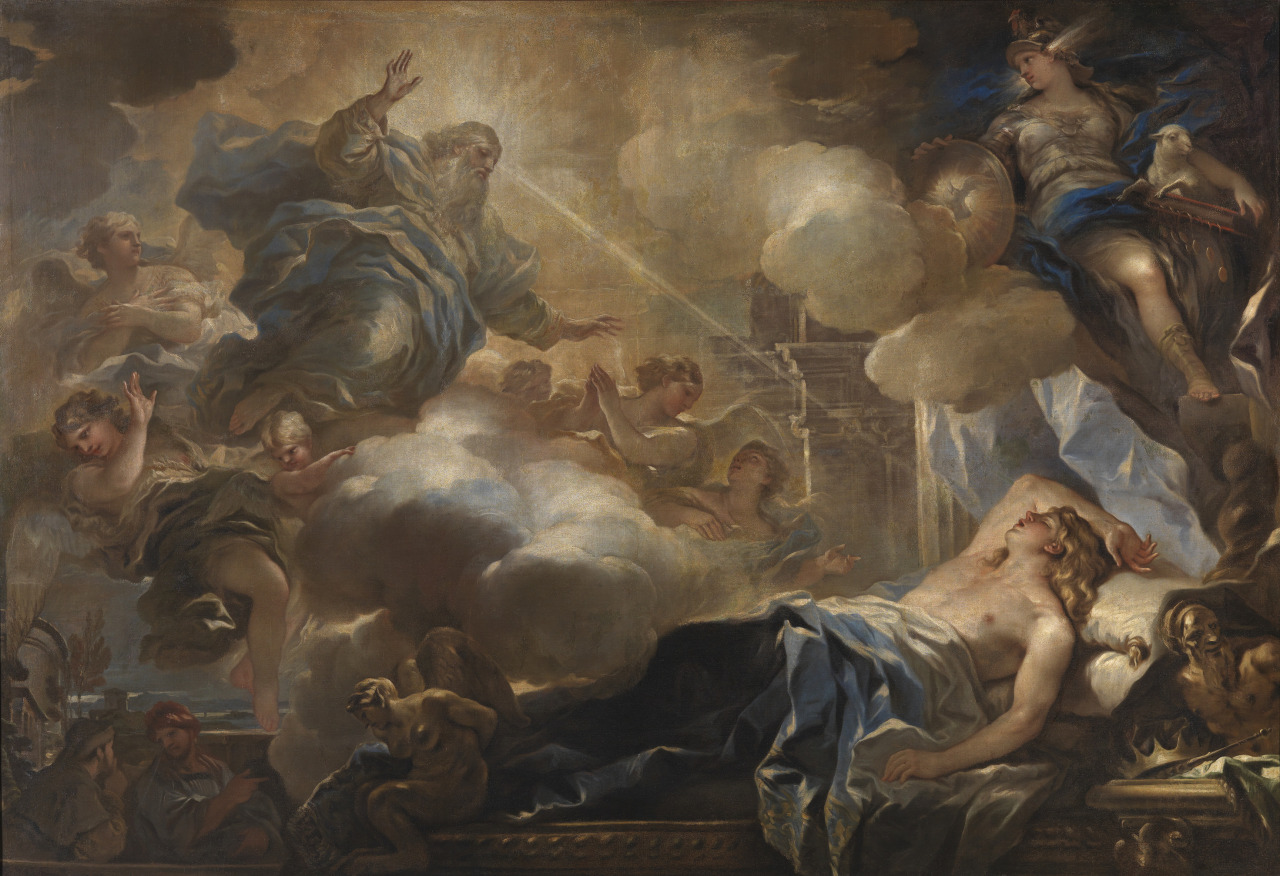
Der Traum des Salomon, Museo del Prado, Madrid

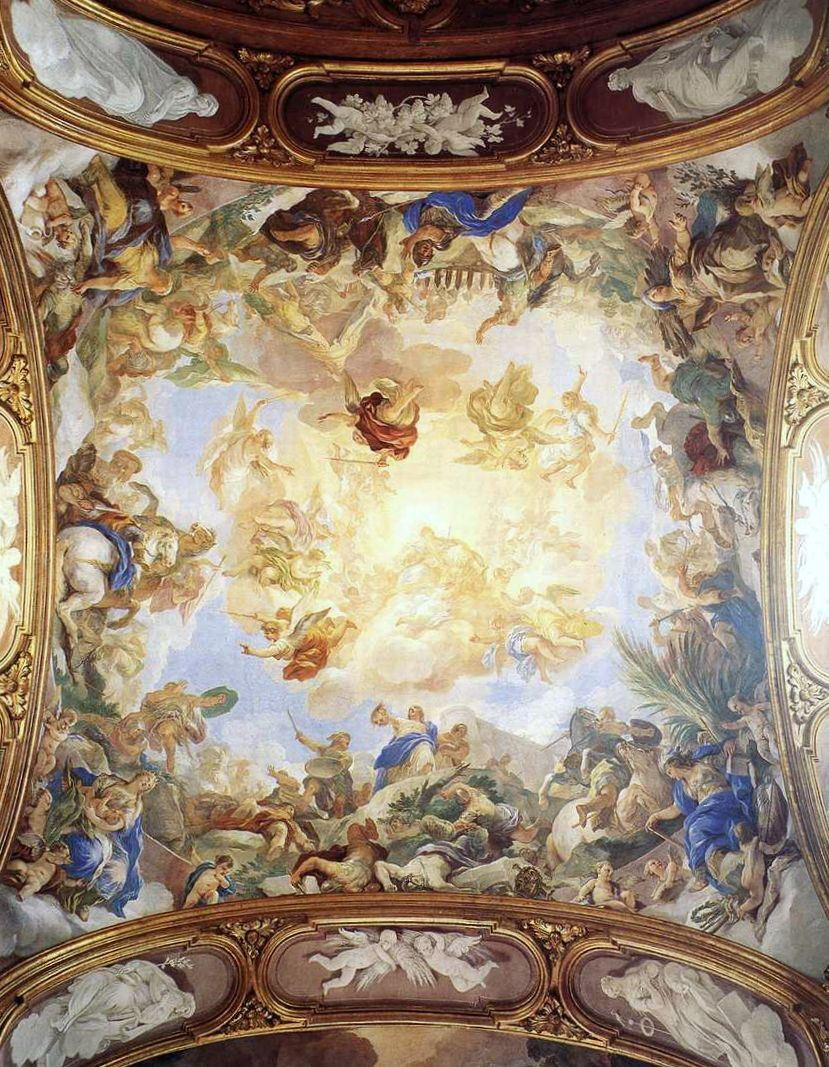
Triumph der Judith, 1704, Cappella del Tesoro, Certosa di San Martino, Neapel

Im Jahr 1692 folgte er einem Ruf Karls II. nach Spanien, zusammen mit seinem Sohn Nicolò, seinem Neffen Giuseppe, drei weiteren Gehilfen, einem Diener und einem Beichtvater. Zu seinen ausgezeichnetsten Arbeiten dieser Lebensphase gehören die Fresken in der Kirche und im Treppenhaus vom Escorial (1692–94) sowie Gemälde und Fresken für das Schloss Buen Retiro und in der Sakristei der Kathedrale von Toledo (1697–1700). Giordano kam auch mit der bedeutenden spanischen Kunst in Berührung und setzte sich mit ihr auseinander, wovon insbesondere seine sogenannte Hommage an Velázquez in der National Gallery in London zeugt – ein Gruppenportrait seiner eigenen Familie nach dem Vorbild von Velazquez’ Las meninas.
Nach dem Tod Karls II. kehrte er 1702 nach Neapel zurück, wo er noch zahlreiche Aufträge annahm und mit Hilfe seiner Werkstatt ausführte. Als eines seiner anerkannten Meisterwerke aus dieser Spätphase gilt das Deckenfresko Triumph der Judith in der Cappella del Tesoro der Kartause von Neapel.
Am 31. Dezember 1704 machte Luca Giordano sein Testament und erklärte seinen erstgeborenen Sohn Lorenzo zum Haupterben. Der große Maler starb am 3. Januar 1705 in Neapel. Am folgenden Tag wurde er in Santa Brigida aufgebahrt, wo er auch begraben liegt, und

„… es gab niemanden, der nicht hinlief, um ihn zu sehen, und sich vor allem an seine schönen Malereien zu erinnern, und an die Ehren, die er seinem Vaterland gemacht hatte.“
„…non vi fu persona che non corresse a vederlo, ragionandosi dappertutto delle sue belle pitture, e dell'onore che per esse aveva apportato alla Patria“

Zu Giordanos Schülern gehören Nicola Malinconico und Giuseppe Simonelli, die auch einige von ihm begonnene Fresken fertigstellten.

## Werk

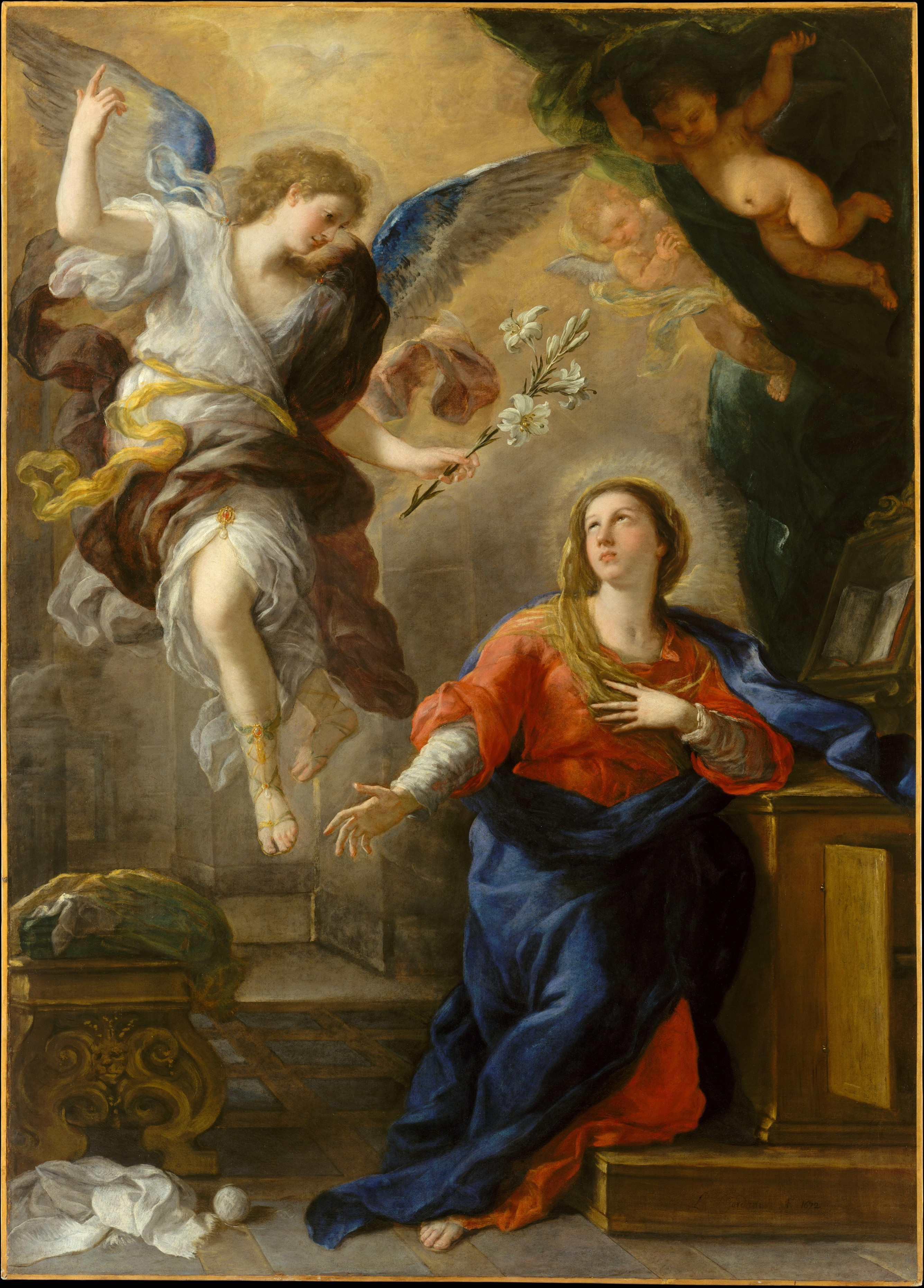
Verkündigung, Metropolitan Museum, New York

Luca Giordano hinterließ ein sehr umfangreiches und enorm vielseitiges Œuvre, sowohl Gemälde in Öl auf Leinwand als auch Fresken, und inhaltlich sowohl religiöse Bilder, als auch Historienmalerei und mythologische Werke. Sein Frühwerk ist noch von dem Tenebrismo von Ribera und der neapolitanischen Caravaggisten geprägt, später kommen Einflüsse durch Mattia Preti, Pietro da Cortona, Rubens, Lanfranco, und venezianischer Maler (Tizian, Tintoretto, Veronese) hinzu. So zeigt der größte Teil seines Werkes ein deutlich aufgehelltes Kolorit, das im Spätwerk sehr zart und luftig wird und bereits deutlich auf das Rokoko vorausweist. Vor allem seine Fresken beeinflussten nicht nur seine neapolitanischen Nachfolger (Nicola Malinconico, Francesco Solimena, Sebastiano Conca u. a.), sondern gelten auch als eine der Grundlagen für die venezianische Malerei des 18. Jahrhunderts mit den Protagonisten Sebastiano Ricci, Piazzetta und Tiepolo, sowie für den süddeutsch-österreichischen Barock mit Martino Altomonte und Johann Michael Rottmayr.

„An Erfindung war er außerordentlich reich, auch mit der Perspektive gründlich vertraut und bei freier, fester Pinselführung namentlich im sanften, harmonischen Kolorit ausgezeichnet.“

Ein großer Teil der Werke von Giordano, vor allem seine Fresken, befindet sich in Kirchen oder Palästen Neapels und anderen Orten, wie Venedig, Florenz und in Spanien, aber auch in Museen auf der ganzen Welt. Es folgt eine Auflistung seiner Hauptwerke (Auswahl !):
In Neapel:

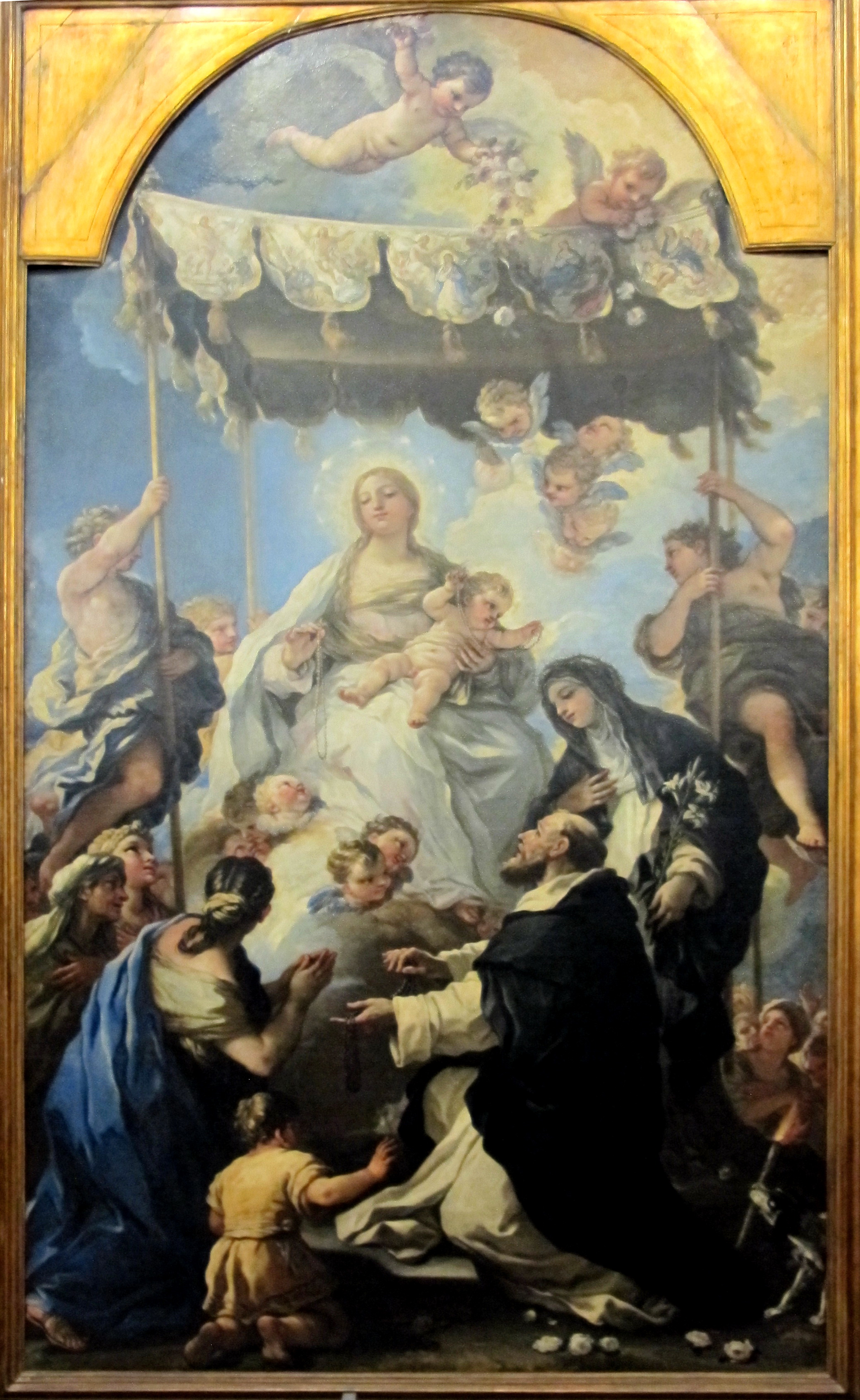
Madonna del baldacchino (oder Rosenkranzmadonna), ca. 1686, Museo di Capodimonte, Neapel

- die Dekoration der Kirche San Gregorio Armeno in Neapel, mit insgesamt 52 Freskoszenen, darunter auch die Kuppel (u. a. 1669, 1679, 1684)
- Fresken in der Neuen Sakristei der Cappella del Tesoro di San Gennaro im Dom von Neapel, 1668
- Weitere Werke im Dom von Neapel: Verkündigung Mariä und Stadtpatrone von Neapel (ehemalige Orgelflügel im linken Querschiff);  Bildnisse von Aposteln, Heiligen Schutzpatronen Neapels sowie Kirchenvätern (unter starker Beteiligung der Werkstatt), 1678[1]
- Die Übergabe der Schlüssel an Petrus und Begegnung der Hl. Petrus und Paulus auf dem Wege zum Martyrium, in San Pietro ad Aram, Neapel, 1654
- Rosenkranzmadonna, Museo di Capodimonte, Neapel, 1657
- 2 Altarbilder: der Hl. Michael im Kampf gegen die rebellischen Engel und die Hl. Anna mit der Jungfrau Maria als Kind, in der Chiesa dell’Ascensione a Chiaia, Neapel, 1657
- San Gennaro bittet um die Beendigung der Pest in Neapel und Die Schutzheiligen Neapels verehren das Kreuz, Palazzo Reale, Neapel, 1662
- Bilder in der Kirche Santa Maria del Pianto, Neapel
- Rast auf der Flucht nach Ägypten und Die Heiligen Anna und Joachim mit Maria als Kind, Santa Teresa a Chiaia, Neapel, 1664.
- Grablegung Christi, Pio Monte della Misericordia, Neapel, 1671
- 5 Bilder in den Seitenkapellen von Santa Maria della Sanità, Neapel (u. a. 1671-72)
- 3 Bilder in der Cappella di San Francesco Saverio in der Kirche Gesù Nuovo, Neapel, Ende 1670er Jahre
- Kuppelfresko in Santa Brigida, Neapel, 1678
- 5 Gemälde in der Cappella del Crocifisso und in der Cappella di S. Agostino, in der Kirche Santa Maria Regina Coeli, Neapel, 1681–84.
- Jesus verjagt die Händler aus dem Tempel, Innenfassade der Chiesa dei Girolamini, Neapel, 1684
- Überführung der Gebeine der Hl. Restituta, Museo nazionale di San Martino, Neapel (ursp. für die Basilica di Santa Restituta im Dom), um 1692.
- 4 Bilder (Geburt Mariä, Präsentation der Maria im Tempel, Anbetung der Hirten, Traum des Hl. Joseph) in Santi Apostoli, Neapel, 1691–92
- Deckenfresko Triumph der Judith, Cappella del Tesoro der Kartause von Neapel, 1703–04
- zwei Gemälde für Santa Maria Egiziaca, Neapel, um 1702–05
- 6 Gemälde über das Leben des Hl. Filippo Neri, Girolamini-Kirche, Neapel, um 1702–05
- Die Hochzeit von Kana und Die Bergpredigt (unvollendet), Santa Maria Donnaregina Nuova, Neapel, 1705
- Taufe des Hl. Augustinus, Museo diocesano, Neapel

- im Museo di Capodimonte, Neapel:
  - Venus, Cupido und Mars, um 1663,

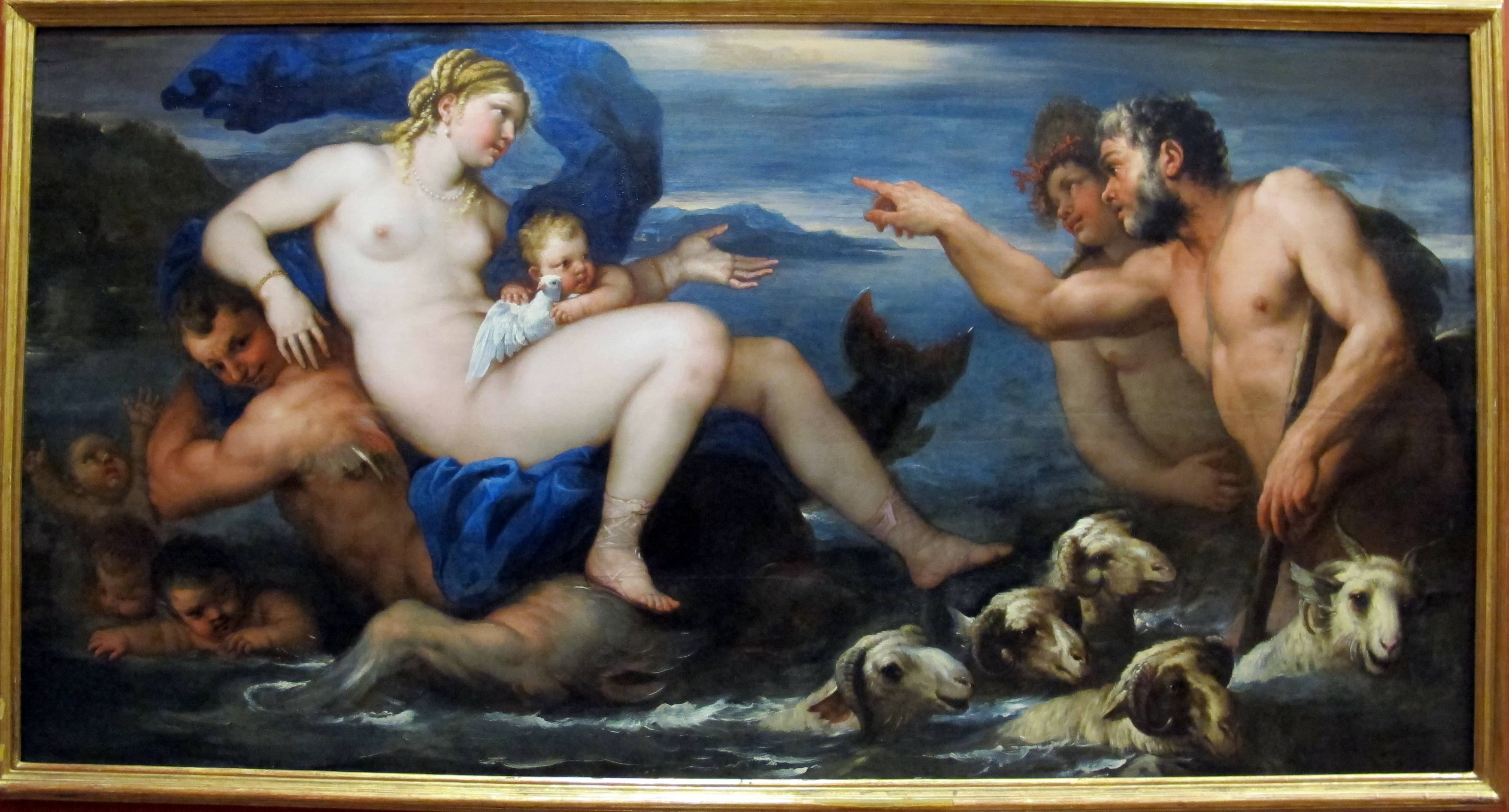
Galatea und Polifem, ca. 1674–75, Museo di Capodimonte, Neapel

  - Lucrezia und Tarquinius, um 1663,
  - Diana tötet Niobe mit einem Pfeil,
  - Herkules und Omphale,
  - Perseus enthauptet die Medusa,
  - Galatea und Polifem, ca. 1674–75,
  - Almosen des heiligen Tommaso de Villanueva,
  - Der Hl. Franz Xaver tauft Wilde (mit San Francisco de Borja) (urspr. für Sant'Agostino degli Scalzi) um 1680,
  - Ekstase des Hl. Nicola da Tolentino (urspr. für Sant'Agostino degli Scalzi) um 1680,
  - Die Hl. Familie mit Symbolen der Passion (aus Santi Giuseppe e Teresa a Pontecorvo),
  - Rosenkranzmadonna,
  - Madonna del Baldacchino (oder Rosenkranzmadonna), (urspr. für Santo Spirito in Palazzo), um 1686

In Venedig:

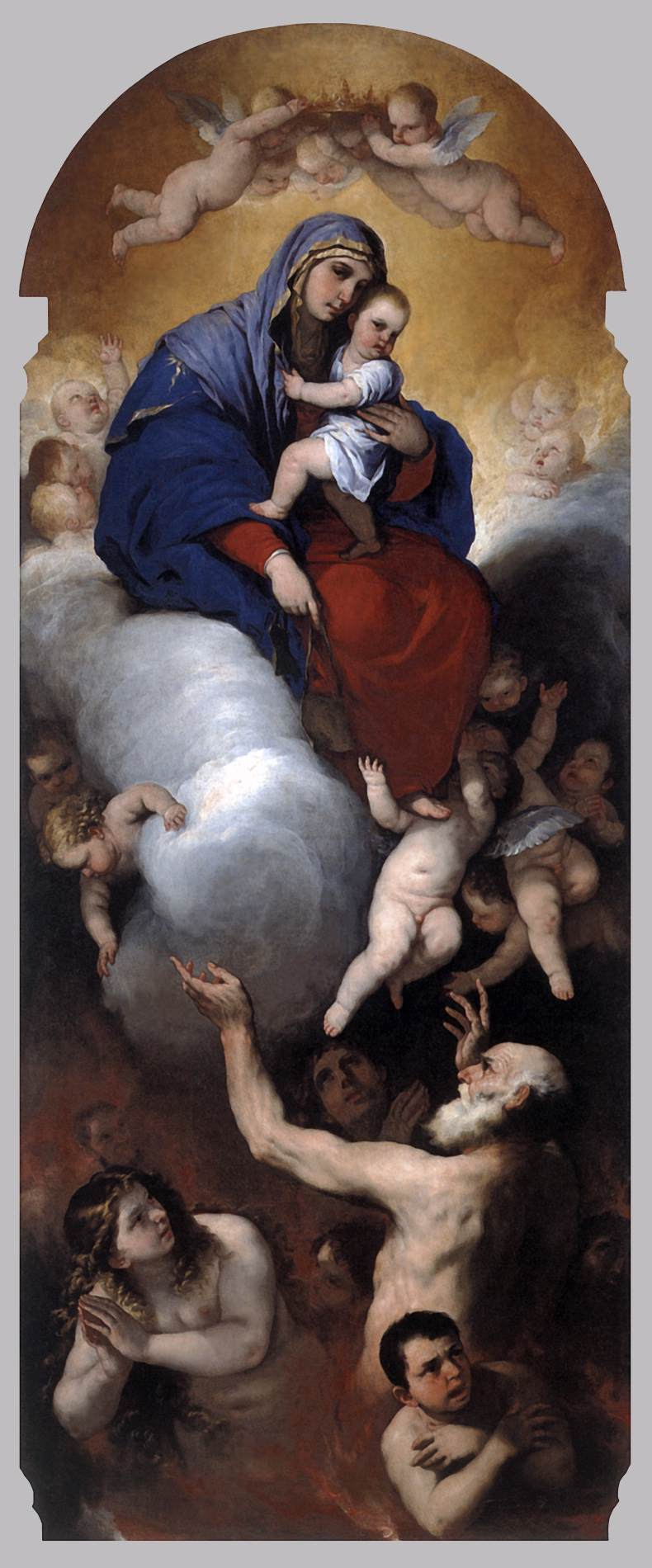
Gnadenmadonna mit den Seelen im Purgatorium, San Pietro di Castello, Venedig

- Himmelfahrt Mariä (1667), Darstellung Mariä im Tempel und Geburt Mariens (um 1674 ?), in Santa Maria della Salute, Venedig
- Gnadenmadonna mit den Seelen im Purgatorium, Cappella Vendramin in der Kirche San Pietro di Castello, Venedig
- Kreuzabnahme, (früher in S. Maria del Pianto) Gallerie dell’Accademia, Venedig, 1660er Jahre
- Kreuzigung des Petrus, Gallerie dell’Accademia, Venedig,
- Madonna mit Kind und den Hl. Joseph und Antonius von Padua (früher in der Chiesa dello Spirito Santo) Deposito da Brera, Seminario di Venegono, Venedig, 1660er Jahre
- Jesus verjagt die Händler aus dem Tempel, Museo diocesano, Venedig

In anderen Städten Norditaliens:
- Durchgang durch das Rote Meer, Santa Maria Maggiore, Bergamo, 1681
- Lachender Demokrit, um 1660, Pinacoteca Tosio Martinengo, Brescia
- Die Unbefleckte Empfängnis („Immacolata“, Stadtmuseum Klausen/Südtirol)
- Tod der Hl. Scholastica und Martyrium des Hl. Placidus, in Santa Giustina, Padua, 1675
- Der selige Bernardo Tolomei geschlagen von Dämonen, in Santa Maria in Organo, Verona, 1676

In Florenz:
- Kuppelfresken der Cappella Corsini in Santa Maria del Carmine, Florenz, 1682
- Deckenfresken in der Galerie des Palazzo Medici-Riccardi, Florenz, 1682–85
- Vision des Hl. Bernhard, Chiesa della Madonna della Pace, Florenz, ca. 1682
- Mystische Ehe der Hl. Maria Maddalena de' Pazzi und Die Jungfrau mit Kind und der Hl. Maria Maddalena de' Pazzi, in der Kirche Santa Maria Maddalena de' Pazzi, Florenz, 1685
- Apollo und Marsyas, Museo Bardini, Florenz, 1678
- Triumph der Galatea, Palazzo Pitti (oder Uffizien?), Florenz, 1674–77
- Maria Immaculata, Palazzo Pitti, Florenz (urspr. für die Kirche Ss. Quirico e Lucia), 1689
- Triumph der Galatea mit Acis als Quelle

In Rom:
- Hl. Anna, Sankt-Annen-Kapelle der Kirche Santa Maria in Campitelli, Rom, 1685
- Enthauptung des Hl. Januarius, Santo Spirito dei Napoletani, Rom
- Krates, Palazzo Barberini, Rom

In Spanien:

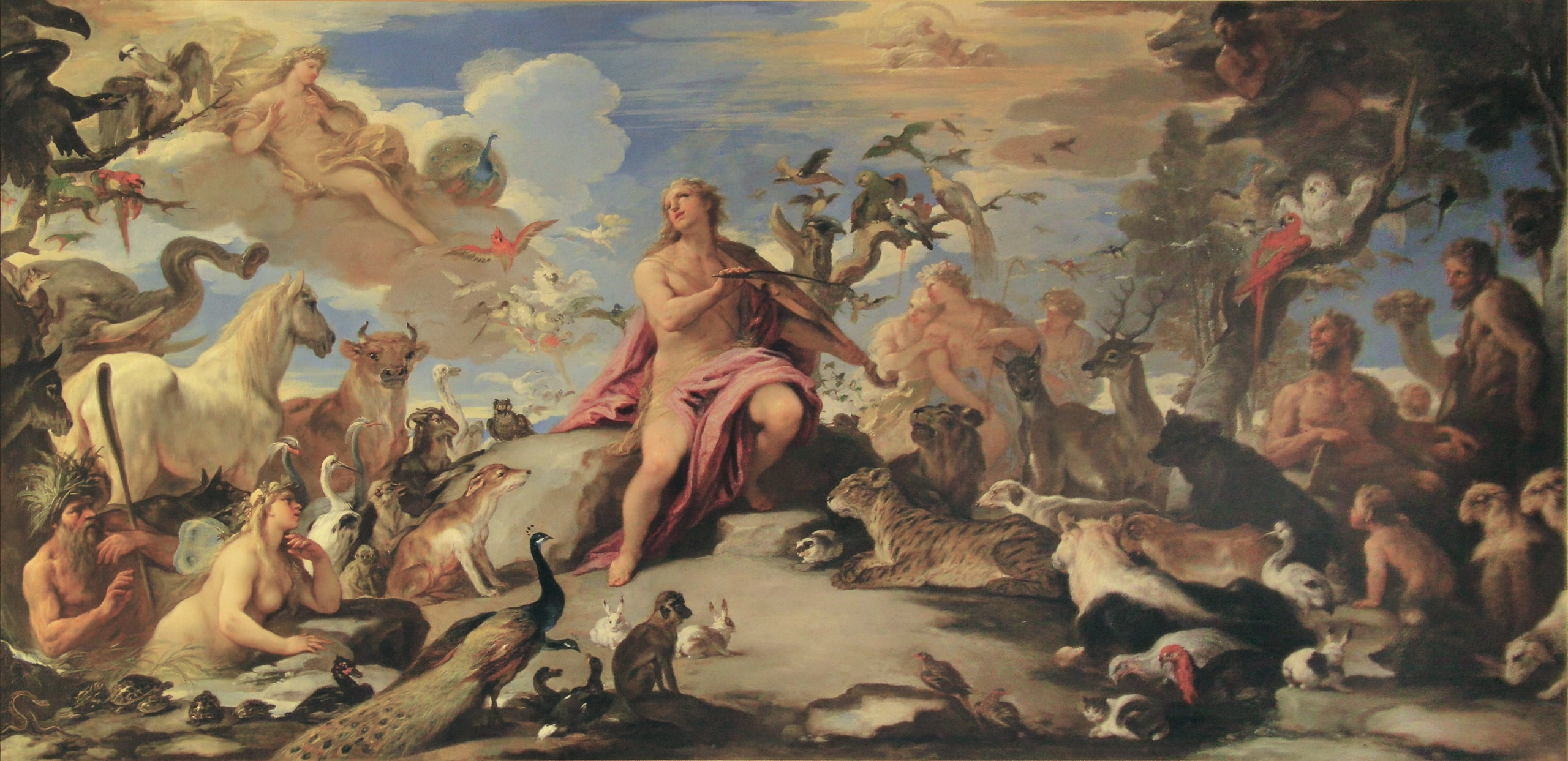
Orpheus spielt für die Tiere, ca. 1697, Palacio Real de Aranjuez

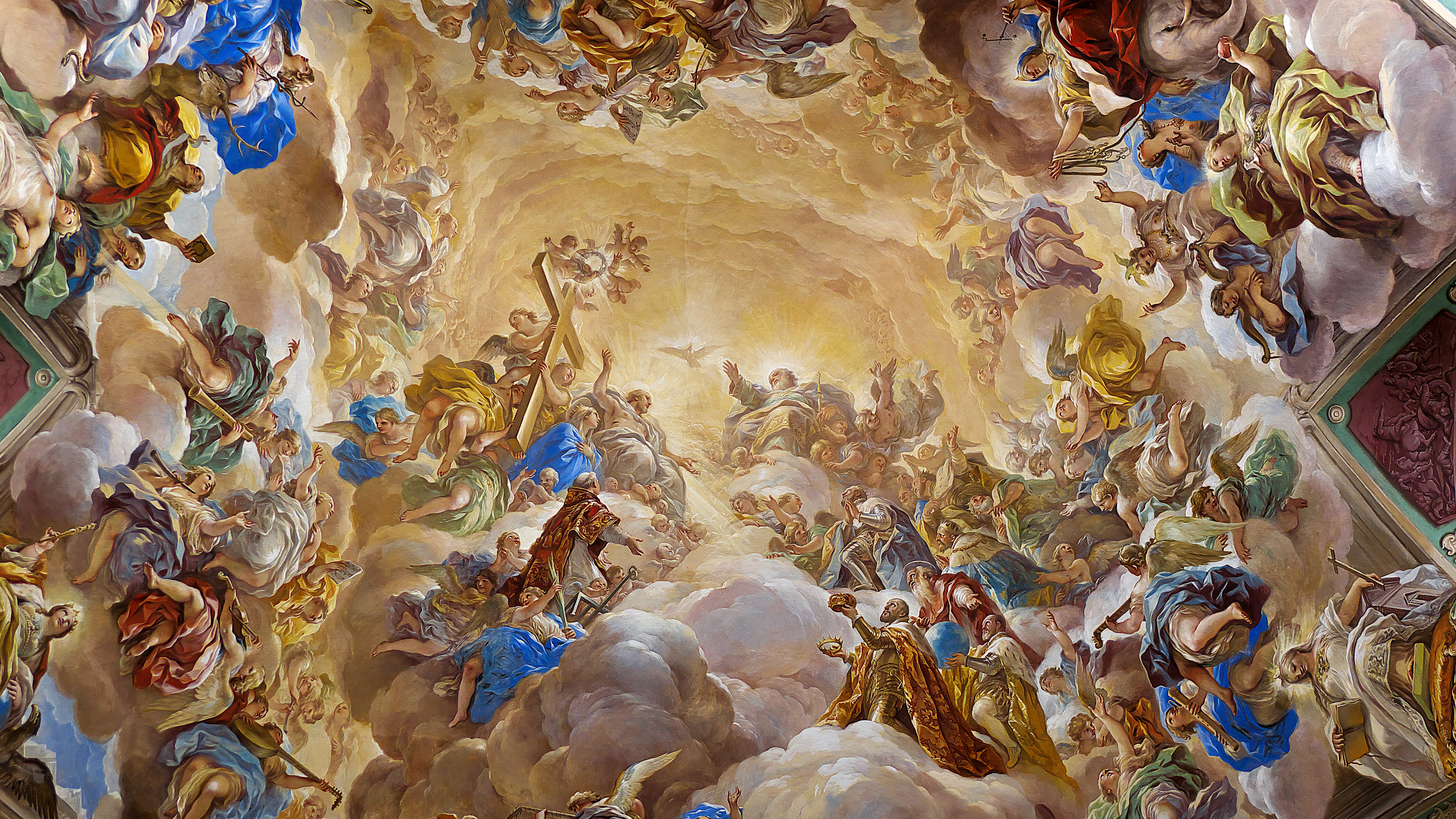
Deckenfresko der Großen Treppe (Escalera principal) im Escorial (Detail)

- Fresken in der Kirche und im Treppenhaus vom Escorial, 1692–94
- David und der Bär, Palacio Real, Madrid, um 1695
- Tod des Absalom, Königliches Schloss von Aranjuez (urspr. vermutlich für Schloss Buen Retiro), um 1695
- pala delle Commendadoras di Santiago a Madrid del 1695 (S. Giacomo a Clavijo)
- Martyrium des Hl. Laurentius, Alte Kirche des Escorial, um 1695
- Fresken im Real Convento de San Jeronimo a Guadalupe, Madrid, um 1696
- Fresken in der Sakristei der Kathedrale von Toledo, 1697–1700
- Sogenannte Hommage an Velázquez, National Gallery, London
- Fresken und Gemälde in der Kirche Nuestra Señora de Atocha, Madrid, um 1697
- Fresken in der Kirche S. Antonio de los Portogueses (oder de los Alemanes), Madrid (letztes Werk in Spanien)
- Anbetung der Könige, Palacio de Viana, Córdoba

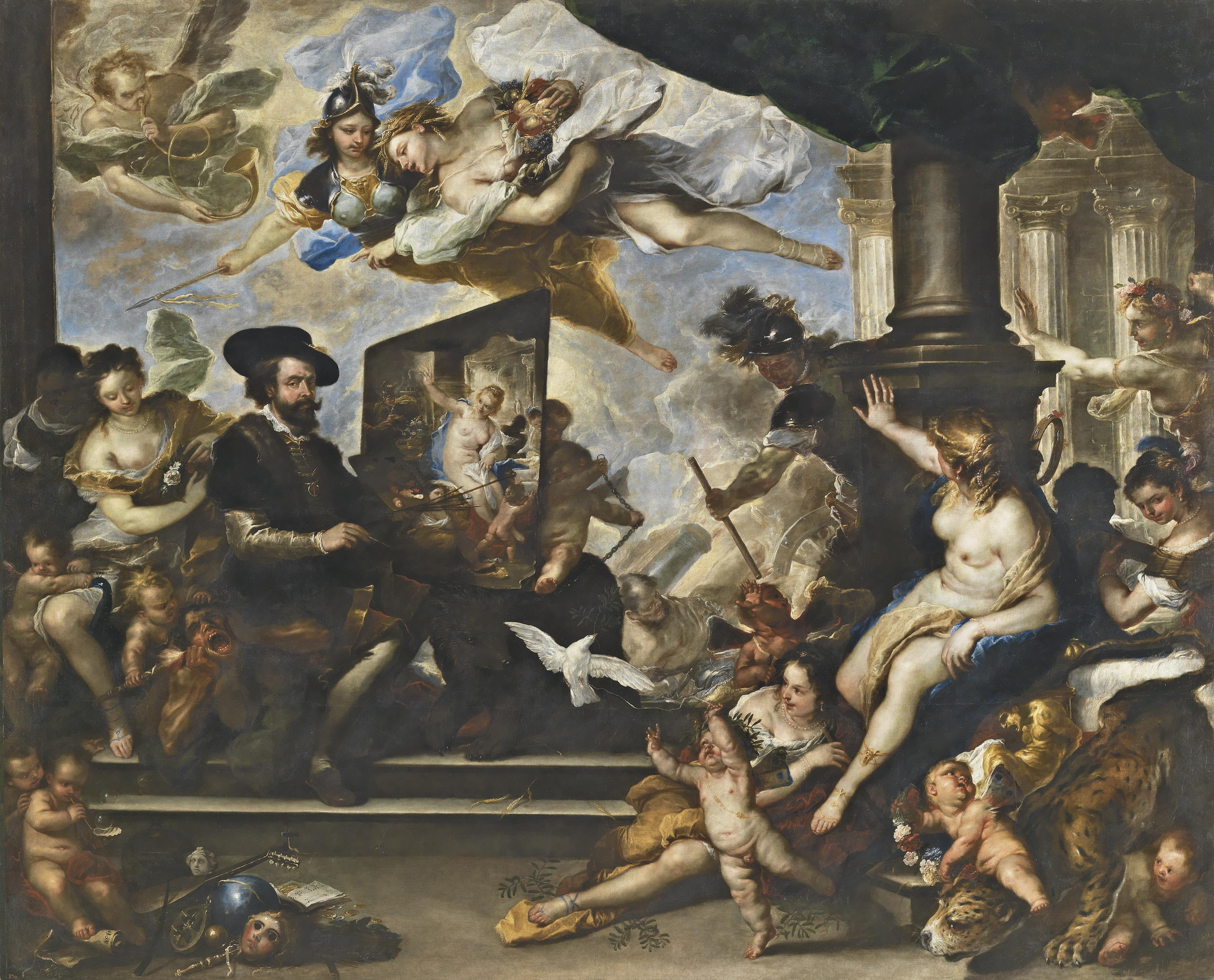
Rubens malt eine Allegorie des Friedens, Museo del Prado, Madrid

- mindestens 69 Gemälde und zahlreiche Zeichnungen im Museo del Prado, Madrid, darunter:[5]
  - Selbstportrait , ca. 1690er Jahre,
  - die büßende Magdalena, 1660–1665,
  - Der bethlehemitische Kindermord, um 1663,
  - Mesina wird Spanien zurückgegeben, 1678,
  - Reise des Jakob nach Kanaan, um 1687,
  - Bathseba im Bade (2 verschiedene Fassungen: 1696-97 und Ende 17. Jahrhundert),
  - Der Traum des Salomon, 1694-95,
  - Das Urteil des Salomon, 1694-95,
  - Rubens malt eine Allegorie des Friedens,
  - Hl. Antonius von Padua, ca. 1690–1700,
  - Portrait von Karl II., 1693,
  - Portrait der Königin Maria Anna of Neuburg, 1694,
  - Spielende Kinder auf der Straße, ca. 1694,
  - Die Niederlage von Sisera, 1694,
  - Abraham und die drei Engel, 1695-96,
  - Abraham hört die Versprechen des Herrn, 1695-96
  - Opfer des Isaak, 1695-96
  - Samson und der Löwe und Samson und die Philister, 1695-96,
  - Tod des Kentauren Nessos, 1697,
  - Die Göttin Flora, um 1697,
  - diverse Schlachtenbilder.

In Deutschland:

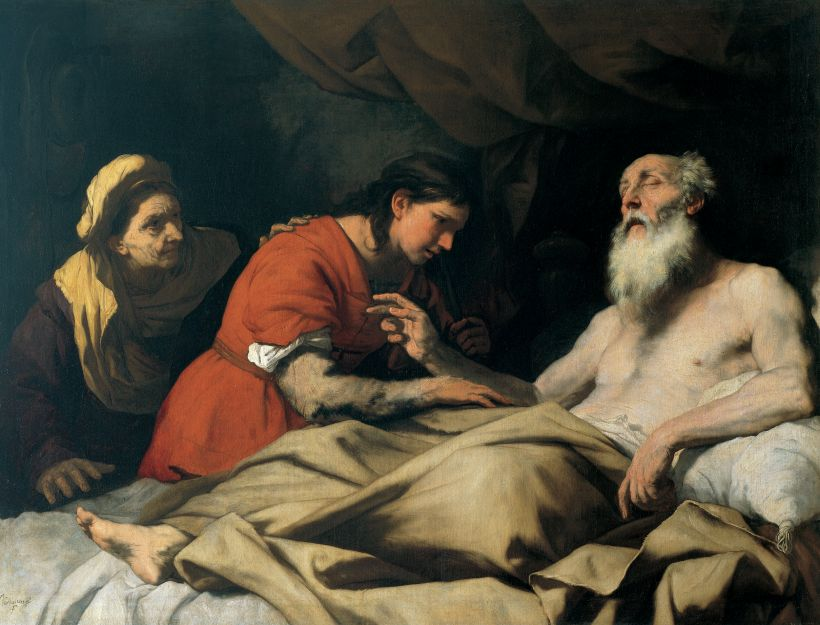
Isaak segnet Jakob, vor 1654 (?), Graf Harrach’sche Familiensammlung, Schloss Rohrau

Kreuzabnahme, 1660er Jahre, Gallerie dell’Accademia, Venedig

- In der Gemäldegalerie Alte Meister in Dresden[6]:
  - Die büßende Magdalena, Öl auf Leinwand, H104 × B129 cm
  - Die Pflege des heiligen Sebastian, um 1650/54, Öl auf Leinwand, H202× B150 cm
  - Der Einsiedler Paulus, um 1650/54 Öl auf Leinwand, H76,5 × B52,5 cm
  - Der heilige Hieronymus, um 1650/54 Öl auf Leinwand, H77 × B63 cm
  - David mit dem Haupt Goliaths, um 1702/04 (?), Öl auf Leinwand, H102 × B128 cm
  - Abraham verstößt Hagar, vor 1660, Öl auf Leinwand, H150 × B203 cm
  - Bacchus und Ariadne, um 1680/85, Öl auf Leinwand, H263 × B180 cm
  - Lucretia und Tarquinius, Öl auf Leinwand, H135 × B185 cm
  - Senecas Tod, um 1698/1700, Öl auf Leinwand, H150 × B227 cm
  - Lot und seine Töchter, um 1660/65 (?), Öl auf Leinwand, H152 × B204 cm
  - Die Schlacht der Israeliten mit den Amalekitern, Öl auf Leinwand, H177 × B229 cm
  - Gideons Sieg über die Midianiter, Öl auf Leinwand, H179 × B228 cm
  - Ariadne von Bacchus überrascht, Öl auf Leinwand, H182 × B259 cm (seit 1945 vermisst)
  - Perseus und Pineus, um 1680 (?), Öl auf Leinwand, H254 × B360 cm (Kriegsverlust, verbrannt)
  - Der Raub der Sabinerinnen, um 1690 (?), Öl auf Leinwand, H203 × B233 cm (Kriegsverlust, verbrannt)
  - Rebekka mit Abrahams Knecht am Brunnen, Öl auf Leinwand, H126 × B147 cm (Kriegsverlust, verbrannt)
  - Maria mit dem Kinde, Öl auf Leinwand, H74 × B62 cm (Kriegsverlust, verbrannt)
  - Jakob und Rahel am Brunnen, Öl auf Leinwand, H204 × B232 cm (Kriegsverlust, verbrannt)
- Im Herzog-Anton-Ulrich Museum in Braunschweig[7]:
  - Zwei Pendants, je Öl auf Leinwand, H98 × B128 cm:
    - Circe und Picus
    - Römische Gesandte bei Aesculap

  - Die Reise der Rebekka, Öl auf Leinwand, H74,5 × B107 cm
  - Der Philosophen-Zyklus aus der Werkstatt, je Öl auf Leinwand, H111 × B94 cm:
    - Bias
    - Euklid (vgl. o. g. Werk in der Gemäldegalerie Berlin)
    - Chilon (vgl. Werk in Musée des Beaux-Arts in Besançon)
    - Ein Philosoph (vgl. Werk in der Bayerischen Staatsgemäldesammlung)
- In der Gemäldegalerie Alte Meister in Kassel[8]:
  - Die Berufung der Heiligen Petrus und Andreas zum Apostelamt, Öl auf Leinwand, H222 × B292 cm
  - Zwei Pendants aus der Werkstatt, je Öl auf Leinwand, H182 × B127 cm, die Altarbilder in Santa Maria della Salute in Venedig wiederholen:
    - Die Geburt Mariae
    - Der Tempelgang Mariae
- Im Städelsches Kunstinstitut in Frankfurt am Main[9]:
  - Die Jugend von den Lastern versucht, 1664, Öl auf Leinwand, H265,9 × B289,9 cm
- In der Hamburger Kunsthalle[10]:
  - Democritus (?), 1690 (?), Öl auf Leinwand, H111 × B93,5 cm

- In der Gemäldegalerie in Berlin[11]:
  - Der Heilige Michael, Öl auf Leinwand, H196,2 × H146,9 cm
  - Euklid, Öl auf Leinwand, H116,3 × H99 cm
  - Archimedes
  - Die Würfelspieler
  - Das Urteil des Paris, Öl auf Leinwand, B244 × H326 cm (vermutlich 1945 verbrannt)[12]

- In Potsdam:
  - Im Neuen Palais[13][14]:
    - Das Urteil des Paris, Öl auf Leinwand, B361 × H254 cm
    - Der Raub der Sabinerinnen, Öl auf Leinwand, B365 × H260 cm
    - Christus und die Samariterin am Brunnen, Öl auf Leinwand, B163 × H129 cm (seit 1945 vermisst)
    - Bischof mit Engeln, Öl auf Leinwand, B314 × H235,4 cm (seit 1946 als Kriegsbeute in der Staatlichen Eremitage, St. Petersburg)
    - Alpheos verfolgt Arethusa, Öl auf Leinwand, B176 × H206 cm (seit 1945 vermisst)

  - In der Bildergalerie Sanssouci[15]:
    - Christus und die Samariterin, Öl auf Leinwand, H181,5 × B109 cm (die 2011 erworbene Werkstattreplik des seit 1945 verschollenen, größeren Originals)
- Abnahme des heiligen Andreas vom Kreuz, Kolleg St. Blasien[16]

- Museum der bildenden Künste Leipzig
  - Kreuzabnahme

- in Bayern (Bestände der Bayerischen Staatsgemäldesammlungen, nicht alle ausgestellt!):[17]
  - Salomon und die Königin von Saba,
  - Selbstmord der Lucretia, Alte Pinakothek, München
  - Bethlehemitischer Kindermord, Alte Pinakothek, München
  - Christus und die Samariterin am Brunnen, Alte Pinakothek, München
  - Versuchung Christi in der Wüste, Alte Pinakothek, München
  - Diverse Porträts von Philosophen oder Heiligen, Alte Pinakothek, München
  - Aeneas am Numicius, Alte Pinakothek, München
  - Selbstmord der Lucretia, Alte Pinakothek, München
  - Auferweckung des Lazarus, Alte Pinakothek, München
  - Kreuzabnahme des Hl. Andreas, um 1659-60, Alte Pinakothek, München
  - Marter des Hl. Sebastian, Schloss Schleißheim, München
  - Tod des Seneca, Schloss Schleißheim, München
  - Entführung der Europa, Martin-von-Wagner-Museum, Würzburg
  - Kreuzaufrichtung, Martin-von-Wagner-Museum, Würzburg
  - Speisung der Zehntausend, Martin-von-Wagner-Museum, Würzburg

In Österreich:

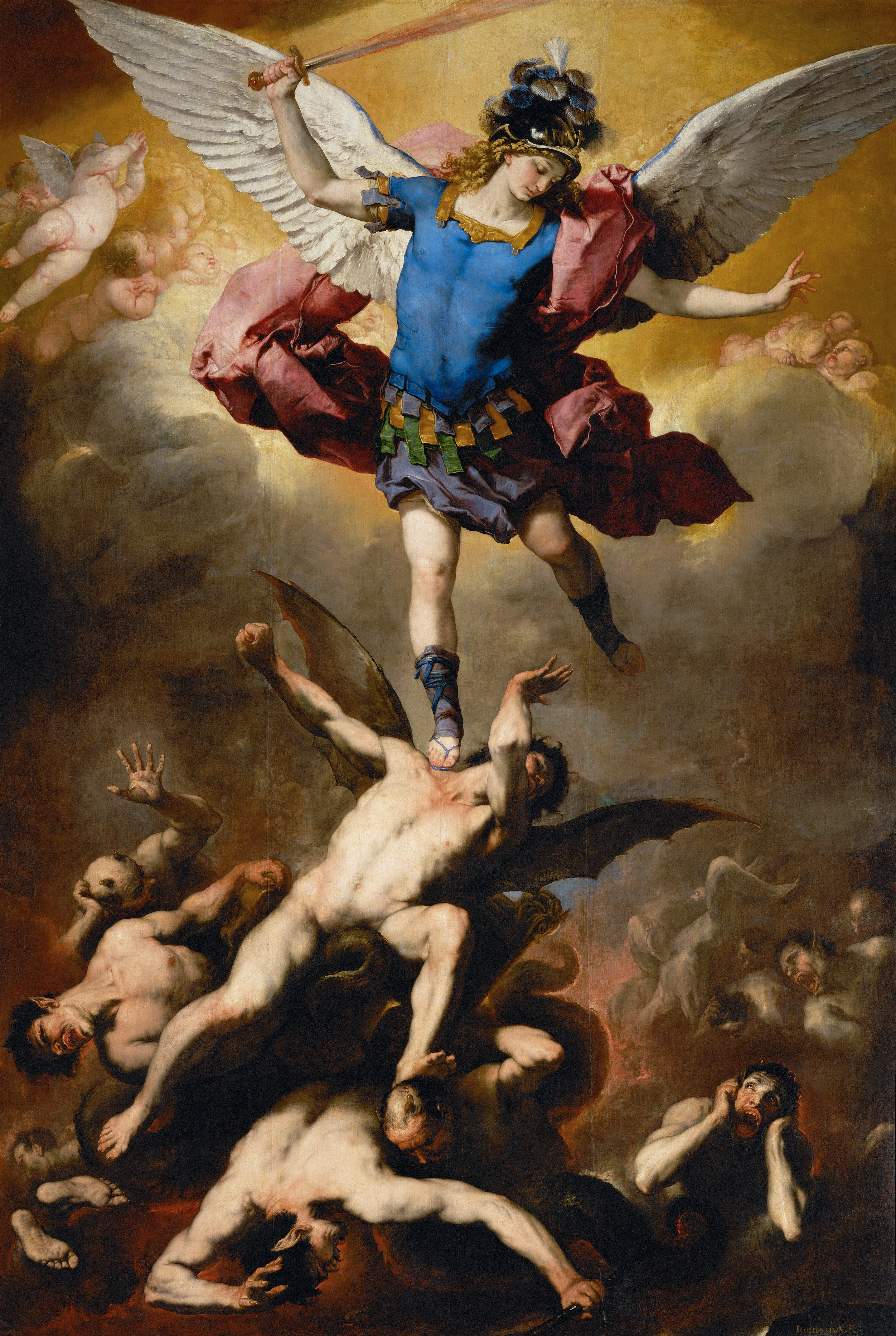
Erzengel Michael stürzt die abtrünnigen Engel, ca. 1655, Kunsthistorisches Museum, Wien

- Isaak segnet Jakob, Graf Harrach'sche Familiensammlung, Schloss Rohrau
- Die Auferstehung, um 1665 (?), Residenzgalerie Salzburg
- Das Urteil des Paris, 1670, Akademie der bildenden Künste Wien
- Mars und Venus, von Vulkan überrascht, 1670, Akademie der bildenden Künste Wien
- Geburt Christi, Belvedere, Wien
- im Kunsthistorischen Museum, Wien:
  - Erzengel Michael stürzt die abtrünnigen Engel, Kunsthistorisches Museum, Wien
  - Leben der Jungfrau Maria, Kunsthistorisches Museum, Wien, um 1695

In Frankreich:
- Im Louvre, Paris:

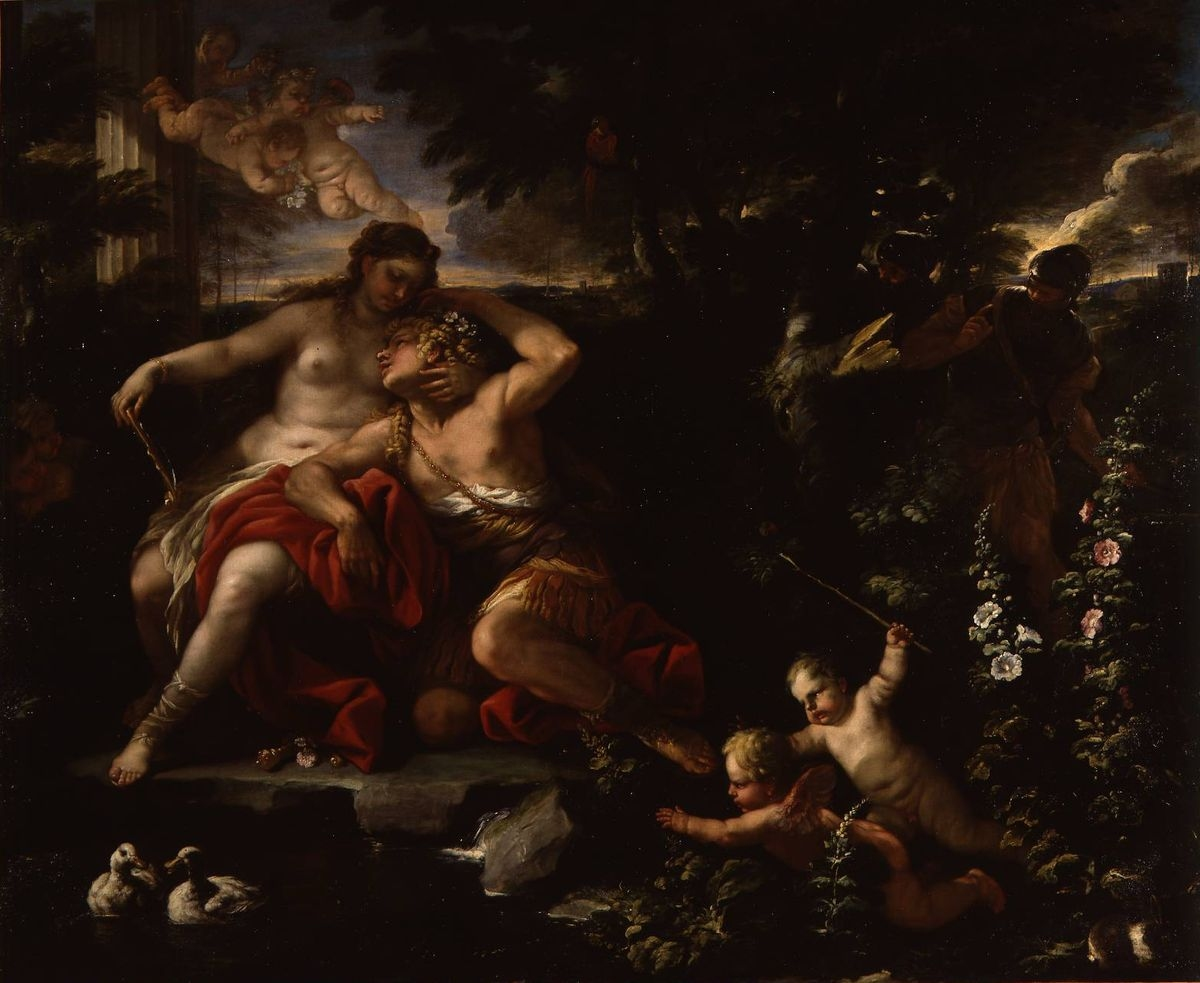
Rinaldo und Armida, ca. 1672–74, Musée des Beaux Arts, Lyon

  - diverse Bildnisse von Philosophen
  - Venus und Mars von den Grazien und Liebesgöttern bedient, um 1670
  - Tod des Seneca, ca. 1684
  - Marias Vermählung mit Joseph, ca. 1688
  - Anbetung der Hirten, ca. 1688
  - Jesus erscheint Maria Magdalena, ca. 1688.
- Chilon, Museum von Besançon
- Disput der Theologen (oder Pharisäer ?), Musée des Beaux-Arts, Bordeaux
- Raub der Helena, ca. 1680–1683, Musée des Beaux-Arts, Caen
- Büßende Maria Magdalena, Musée des Beaux-Arts, Dunkerque
- Philosoph, um 1660, Palais des Beaux-Arts de Lille, Lille
- Der Hl. Lukas malt die Jungrau mit Kind, ca. 1650-55, Musée des Beaux Arts, Lyon
- Rinaldo und Armida, ca. 1672–74, Musée des Beaux Arts, Lyon
- Dejanira und der Kentaur Nessus, ca. 1672-74, Musée des Beaux-Arts, Nîmes
- Darstellung des Herrn im Tempel, Musée des Beaux-Arts, Rennes
- Martyrium des Hl. Laurentius, 1650er Jahre, Musée des Beaux-Arts, Rennes
- Der gute Samariter, Musée des Beaux Arts, Rouen

In England:
- Triumph des Bacchus, Herbert Art Gallery, Coventry
- 12-teiliger Zyklus Amor und Psyche, 1690er Jahre, Royal Collection, Windsor Castle

In Griechenland:
- in der Nationalgalerie von Athen:
  - Heilung des Lahmen, 1653 (frühestes bekanntes Bild und Dürerfälschung: sichtbar unterzeichnet mit AD = "Albrecht Dürer", aber unsichtbar unter dem Rahmen von Luca Giordano signiert und datiert)[1]
  - Esther und Ahasuerus,
  - Proteus der Malerei.

In Russland:

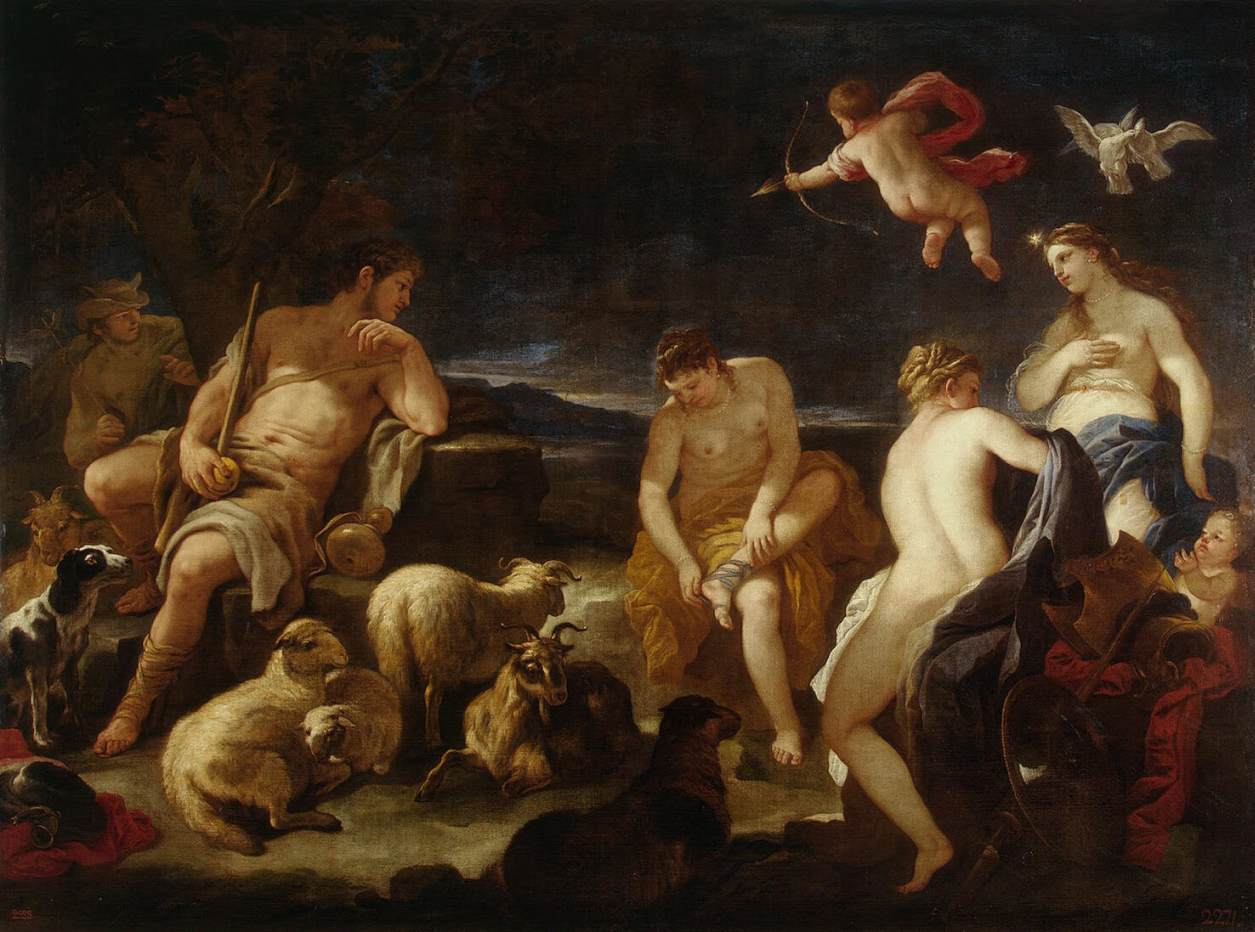
Das Urteil des Paris, 247 × 326 cm, ca. 1681-83, Eremitage (Sankt Petersburg)

- in der Eremitage, Sankt Petersburg:
  - Die Schmiede des Vulkan, um 1660–1665
  - Entführung der Europa, ca. 1675-77
  - Triumph der Galatea, ca. 1675-77
  - Urteil des Paris, ca. 1681-83
  - Schlacht der Lapithen und Kentauren, 1670er Jahre
  - Christus vertreibt die Händler aus dem Tempel, um 1675 (?)
  - Pietà, um 1675 (?) u. a.

In Amerika und Australien (alphabetisch nach Städten)

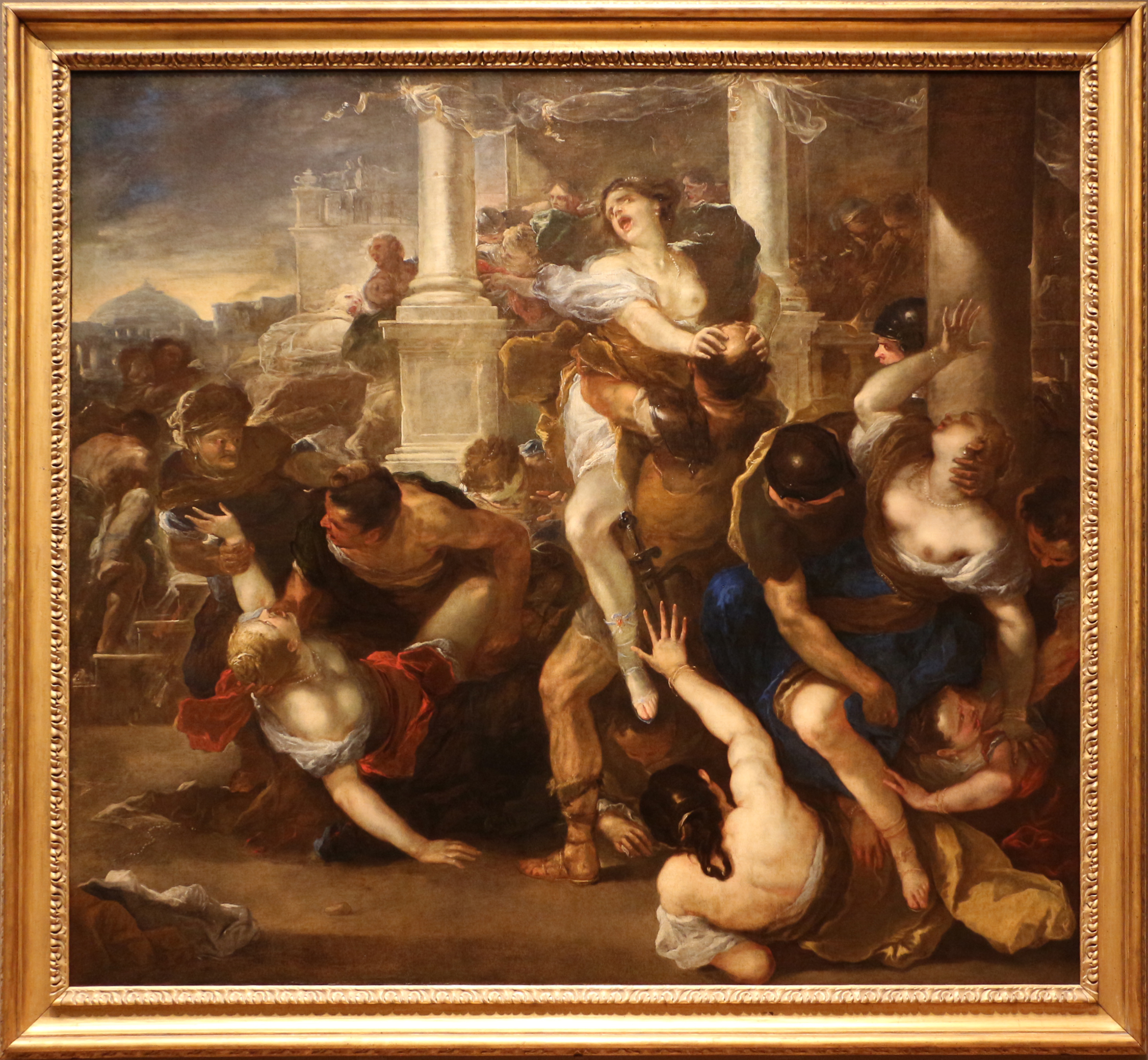
Raub der Sabinerinnen, ca. 1675–80, Art Institute of Chicago

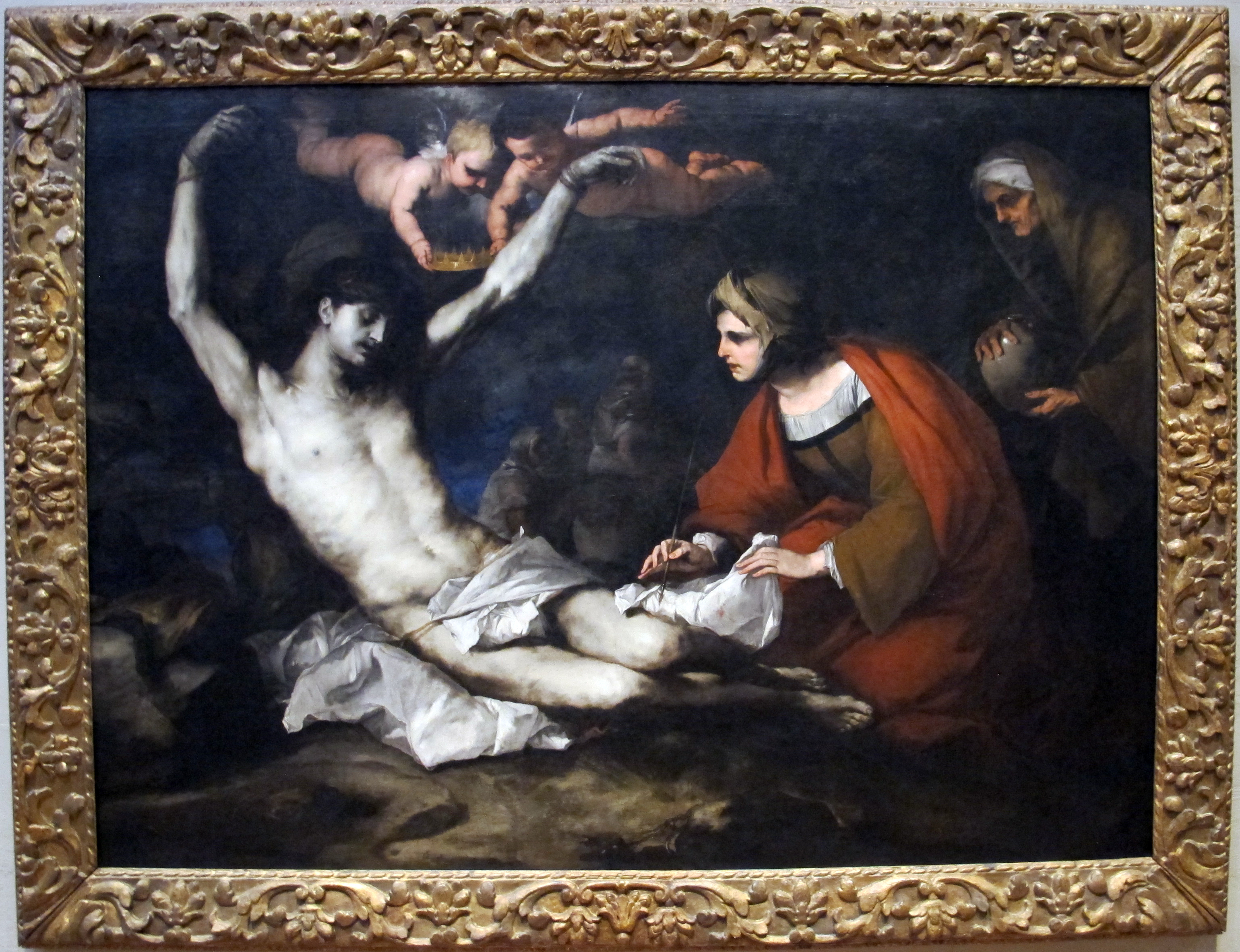
Der Hl. Sebastian und die Hl. Irene, ca. 1665, Philadelphia Museum of Art, Philadelphia

- Präsentation der Jungfrau im Tempel, Blanton Museum of Art, Austin (Texas)
- Ein Mathematiker, um 1660, Museo de Bellas Artes, Buenos Aires
- Raub der Sabinerinnen, ca. 1675–80, Art Institute of Chicago
- Grablegung Christi, ca. 1659-60, Detroit Institute of Arts, Detroit
- Madonna und Kind mit den Seelen im Purgatorium, Museum of Fine Arts, Houston
- Traum des Hl. Joseph, Indianapolis Museum of Art, Indianapolis
- Predigt Johannes des Täufers, ca. 1695, Los Angeles County Museum, Los Angeles
- Allegorie, ca. 1675, National Gallery of Victoria, Melbourne
- Der Hl. Sebastian und die Hl. Irene von Rom, ca. 1653 (?), National Gallery of Victoria, Melbourne
- Rast auf der Flucht nach Ägypten, 1692–1700, Metropolitan Museum of Art, New York
- Geburt der Maria, ca. 1696–1698, Norton Simon Museum, Pasadena (Kalifornien)
- Der Hl. Sebastian und die Hl. Irene von Rom, ca. 1665, Philadelphia Museum of Art, Philadelphia
- Der heilige Lukas malt die Jungfrau mit dem Kind (Lukas = Selbstporträt), Museum von Ponce (Puerto Rico)

### Lexikonartikel
- Maria Giovanna Sarti: GIORDANO, Luca, in: Dizionario Biografico degli Italiani, Volume , 2001, online, abgerufen am 1. Dezember 2018 (italienisch, auch Quelle des vorliegenden Artikels)
- Giordano, Luca, in: Lexikon der Kunst, Band 5, Wolf Stadler (Gesamtleitung), Karl Müller Verlag, Erlangen 1987/1994, S. 85 f
- Giordano, Luca, in: Meyers Großes Konversations-Lexikon, Band 7. Leipzig 1907, S. 854–855.
- Giordano, Luca. In: Ulrich Thieme, Fred. C. Willis (Hrsg.): Allgemeines Lexikon der Bildenden Künstler von der Antike bis zur Gegenwart. Begründet von Ulrich Thieme und Felix Becker. Band 14: Giddens–Gress. E. A. Seemann, Leipzig 1921, S. 75 (Textarchiv – Internet Archive).

### Weiterführende Literatur
- Bernardo De Dominici: Vita del Cavaliere D. Luca Giordano, pittore napoletano, in: Vite de' pittori, scultori ed architetti napoletani, Volume III, Francesco Ricciardo, Neapel 1729, online, abgerufen am 1. Dezember 2018 (italienisch)
- Dawson W. Carr: Luca Giordano at the Escorial: The Frescoes for Charles II, 3 Bände, New York University Press, New York, 1987. (englisch)
- Oreste Ferrari & Giuseppe Scavizzi: Luca Giordano. L'opera completa, 2 Bde., Electa, Neapel, (Erstveröffentlichung: 1966) Neuauflage: 2000. (italienisch)
- Angelika Francke: Luca Giordano. Die Fresken in Spanien im Auftrag Karls II., Doktorarbeit (unveröffentlicht), Münster, 1993.
- Ismael Gutiérrez Pastor &  José Luis Arranz Otero: «La decoración de San Antonio de los Portugueses (1660–1702)», in: Anuario del Departamento de Historia y Teoría del Arte (uam), Vol. XI, 1999, S. 211–249. (spanisch)
- Rosa López Torrijos: Lucas Jordán en el Casón del Buen Retiro. La Alegoría del Toisón de Oro, Ministerio de Cultura, Madrid, 1985. (spanisch)
- Javier Jordán de Urríes y de la Colina: Luca Giordano en el Palacio Real de Aranjuez, in: Reales Sitios, año XLI, n.º 159, 2004, S. 60–73. (spanisch)